# Орикс
О́рикс, або сарноби́к (Oryx) — рід антилоп, що складається з 3-4 видів. Три або два види походять з Африки, один з Аравійського півострова, невеликі інтродуковані популяції існують у США. Представники роду раніше населяли всі пустелі та напівпустелі Африки та Аравійського півострова. Самці та самки цих антилоп мають довгі роги.

## Умови життя
Орикси — сухолюбиві тварини. Улюблені його місцеперебування — рівнинні та горбисті місцевості, порослі чагарником, рідше виходить він у відкриті степи. Крім чагарникової савани, він часто зустрічається в справжній пустелі, як, наприклад, в Калахарі.
Тримаються орикси зазвичай невеликими групами по 6-12 тварин і лише зрідка становлять стада до 30-40 особин. Старі самці часто живуть поодинці. Харчуються травою та молодими пагонами чагарників, а в посушливих районах (в Калахарі) часто поїдають дикі дині, що містять багато вологи  та їх коріння, викопуючи їх з піску копитами. Як і багато інших копитних, в сухий сезон орикси здійснюють дальні міграції. Пасуться вони в ранкові та вечірні години, а жаркий час доби проводять лежачи в тіні дерева або куща. Роги антилопи — грізна зброя. Відомі випадки, коли орикси успішно оборонялися від левів і навіть вбивали їх. Проти побратимів, однак, роги застосовуються «безпечно». При вирішенні територіальних суперечок самці ориксів буквально фехтують рогами й лише в крайньому збудженні хльостають ними один одного, наче прутами. Іноді битва ведеться на «колінах», але набагато рідше, ніж це буває у кінських антилоп чи гну.
Тривалість вагітності близько 9 місяців, отелення частіше у вересні-грудні. Самка приносить одне теля на рік. У перший час теля лежить в укритті, часто поблизу термітника, а мати залишає стадо і знаходиться поблизу.

## Особливості фізіології
Орикси пристосовані до довгого існування без води. Як і у верблюдів, їх температура тіла може значно перевищувати середні для ссавців 38°C. Орикс в змозі провести вісім годин без води при температурі 45°C, підвищуючи температуру тіла до 45°C. Яким чином це не шкодить обміну речовин, досі не з'ясовано. Через свою невибагливість і особливе уміння пристосовуватися до вкрай несприятливих умов для життя, орикс був обраний геральдичною твариною Намібії, а також зображений на емблемі Катарських авіаліній.